# Puchar Świata w Chodzie Sportowym 2008
23. Puchar Świata w Chodzie Sportowym – zawody lekkoatletyczne, które zostały zorganizowane 10 i 11 maja 2008 roku w rosyjskim mieście Czeboksary.
Drugie miejsce w chodzie na 50 kilometrów zajął Rosjanin Władimir Kanajkin, lecz został zdyskwalifikowany za stosowanie niedozwolonego dopingu.

## Rezultaty

### Mężczyźni
|                          | 1. miejsce                             | Rezultat   | 2. miejsce              | Rezultat   | 3. miejsce               | Rezultat   |
| Chód na 10 km (juniorzy) | Aleksiej Barcajkin · Rosja             | 39:57 WJR  | Chen Ding · Chiny       | 40:12 PB   | Dienis Striełkow · Rosja | 40:17      |
| Chód na 20 km            | Francisco Javier Fernández · Hiszpania | 1:18:31 CR | Walerij Borczin · Rosja | 1:19:08 SB | Eder Sánchez · Meksyk    | 1:19:10 PB |
| Chód na 50 km            | Denis Niżegorodow · Rosja              | 3:34:14 WR | Alex Schwazer · Włochy  | 3:37:04 SB | Trond Nymark · Norwegia  | 3:44:59 SB |

### Kobiety
|                          | 1. miejsce                | Rezultat   | 2. miejsce               | Rezultat | 3. miejsce                 | Rezultat   |
| Chód na 10 km (juniorki) | Tatiana Kałmykowa · Rosja | 42:44 CR   | Irina Jumanowa · Rosja   | 43:23    | Elmira Alembiekowa · Rosja | 44:39      |
| Chód na 20 km            | Olga Kaniskina · Rosja    | 1:25:42 CR | Tatiana Sibilewa · Rosja | 1:26:29  | Vera Santos · Portugalia   | 1:28:17 PB |